# Ennio Mattarelli
Ennio Mattarelli (né le 5 août 1928 à Bologne) est un tireur sportif italien, spécialiste de la fosse olympique.

## Carrière
Il remporte la médaille d'or en fosse olympique aux Jeux olympiques de 1964 à Tokyo. Il participe aussi à la même épreuve aux Jeux olympiques de 1968 à Mexico, sans remporter de médaille. Il est septuple médaillé aux Championnats du monde de tir entre 1961 et 1974, remportant notamment trois médailles d'or.